# 6505 Muzzio
6505 Muzzio è un asteroide della fascia principale. Scoperto nel 1976, presenta un'orbita caratterizzata da un semiasse maggiore pari a 3,2007571 UA e da un'eccentricità di 0,1888665, inclinata di 17,62990° rispetto all'eclittica.
L'asteroide è dedicato all'argentino Juan Carlos Muzzio, direttore dell'Istituto di Astrofisica di La Plata.